# قدیسان ایرانی کلیسای کاتولیک
اگرچه ایران هرگز کشوری مسیحی نبوده است، اما مسیحیت به اندازه کافی بر ایران و ایرانیان تأثیر گذاشته است تا تعداد قابل توجهی از قدیسان با این ریشه را در مقاطع مختلف تاریخ کلیسا پرورش دهد - برخی از آنها از کشور خود به جاهای بسیار دوری سفر کردند، مانند سنت ایوو از هانتینگدونشایر که شهرت خود را به عنوان یک زاهد در انگلستان به دست آورد.

## فهرست
- en:Abda and Abdisho
- en:Abdecalas
- ابدون و سنان
- en:Abrosima
- en:Acacius of Amida
- en:Acepsimas of Hnaita
- en:Ajabel
- آناستاسیوس پارسی
- فرهاد (مسیحی)
- en:Asyncritus of Hyrcania
- بادیمس
- en:Barhadbesciabas
- بنیامین شماس و شهید
- کریستینای ایرانی
- en:Daniel and Verda[۱]
- en:Ishoʿsabran
- جیمز اینترسیسوس
- en:Mambeca
- en:Mana of Bet-Parsaje
- en:Saint Mari
- en:Maris, Martha, Abachum and Audifax
- ماروتا (اسقف)
- en:Sapor of Bet-Nicator
- en:Simon of Bet-Titta
- en:Veeda of Bakh
- en:Zanitas and Lazarus of Persia

## نام
- شاپور بت نیکاتوری